# Lynn Styles
Lynn Styles (Irlanda, 29 de desembre del 1988) és una actriu irlandesa, famosa per encarnar el paper de Hannah O'Flaherty a la sèrie Foreign Exchange. En aquesta sèrie Hannah O'Flaherty (Lynn) és una estudiant irlandesa de l'exclusiva escola O"Keefe ubicada a la ciutat de Galway, que comparteix habitació amb Tara Keegan d'un caràcter i forma de ser totalment oposat al d'Hannah, vanitosa i molt superficial, per la qual cosa ni es porten bé ni són amigues. Brett Miller és australià i ja va acabar els seus estudis secundaris. Viu amb la seva família a Perth, a la costa oest de l'illa. La seva mare, Jackie, es va tornar a casar amb Craig Payne, simpàtic home amb dos fills, Wayne, de l'edat de Brett, i Meredith, la qual té 9 anys.

## Filmografia i televisió
| Any  | Títol            | Paper             | Tipus |
| ---- | ---------------- | ----------------- | ----- |
| 2005 | Fair City        | Emma              | Sèrie |
| 2004 | Foreign Exchange | Hannah O'Flaherty | Sèrie |
| 2002 | No Tears         | Paula Fogarthy    | Sèrie |